# 孔祥重
孔祥重（1945年11月9日—），電腦科學家。他的研究主要著重在人工智慧跟網路安全，興趣包括計算複雜度、資料庫理論、VLSI 設計、并行计算以及機器學習。
孔祥重院士为美国哈佛大学比尔盖兹讲座教授、台湾人工智慧学校校长，专长为信息科学与工程，1978年提出的脉动阵列理论，对计算机科学产生革命性的影响。

## 生平
1968年，國立清華大學數學系畢業，並於1974年于卡內基美隆大學獲得博士學位，论文为“Topics in Analytic Computational Complexity ”。也是其第一份教職所在。於1991年獲為 Pittsburgh Intellectual Property Law Association （页面存档备份，存于） 年度獎的得主。
1992年加入哈佛大学为计算机科学与电子工程比尔·盖茨教授，以及哈佛的信息、技术与管理博士（"PhD in Information, Technology and Management"）學程的副主席。
他目前是臺灣中央研究院跟美國國家工程院的院士，於2017年開始擔任台灣人工智慧學校校長。
在卡內基美隆大學任教期間，发明了在未来会被广泛使用的数据库乐观并发控制。他提出的脉动阵列（Systolic Array）理论是被引用得最多的论文之一，这一技术被用在Google的TPU中。
2023年，成為北科大榮譽講座教授，以「Embracing Generative AI（擁抱生成式AI）」為題，與超過二百位師生分享專業見解，協助啟發更多學子充分運用AI技术，引領產業、造福社會。
同时，他是孔子的第75代子孙。

## 外部連結
- 國立清華大學數位校史館  孔祥重 1968級數學系
- 台灣人工智慧學校 （页面存档备份，存于）

1. ↑  游常山. . 《天下》杂志.   [2024-04-20].
2. ↑  . 中华民国总统府网站.   [2024-04-20]. （原始内容存档于2024-08-01）.